# Aspres-sur-Buëch
Aspres-sur-Buëch je francouzská obec v departementu Hautes-Alpes v regionu Provence-Alpes-Côte d'Azur. V roce 2010 zde žilo 819 obyvatel. Je centrem kantonu Aspres-sur-Buëch.

## Vývoj počtu obyvatel
Počet obyvatel 